# Sri-lankische Badmintonmeisterschaft 2019
Die Sri-lankische Badmintonmeisterschaft 2019 für die Saison 2019/2020 fand vom 13. bis zum 18. Januar 2020 in Colombo statt. Es war die 67. Austragung der nationalen Titelkämpfe im Badminton in Sri Lanka.

## Austragungsort
- Sugathadasa Indoor Sports Complex, Colombo

## Finalergebnisse
| Disziplin    | Sieger                                | Finalist                             | Ergebnis            |
| ------------ | ------------------------------------- | ------------------------------------ | ------------------- |
| Herreneinzel | Niluka Karunaratne                    | Ranthushka Karunatilleke             | 21-15, 21-10        |
| Dameneinzel  | Dilmi Dias                            | Achini Ratnasiri                     | 13-21, 21-16, 22-20 |
| Herrendoppel | Niluka Karunaratne Dinuka Karunaratne | Lochana de Silva Thulith Palliyaguru | 20-22, 21-7, 21-10  |
| Damendoppel  | Achini Ratnasiri Upuli Weerasinghe    | Tisuni Midara Senuji Umagiliyage     | 21-10, 21-11        |
| Mixed        | Sachin Dias Chandrika de Silva        | Hasitha Chanaka Upuli Weerasinghe    | 21-6, 20-22, 21-16  |